# Finișel
Finișel – wieś w Rumunii, w okręgu Kluż, w gminie Săvădisla. W 2011 roku liczyła 825 mieszkańców.